# Picos de Europa

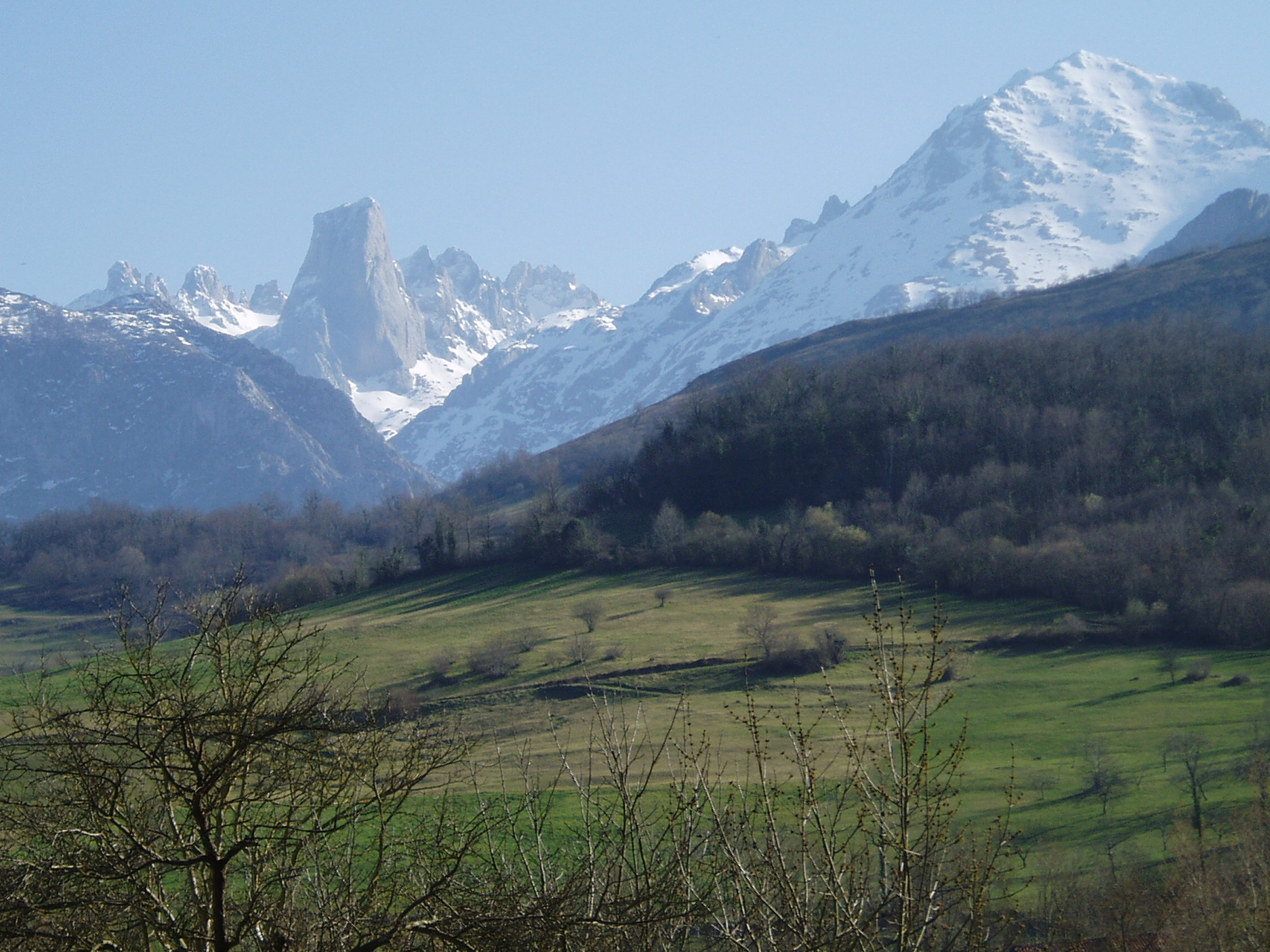
Il monte Urriellu visto da Cabrales

I Picos de Europa (letteralmente: Picchi d'Europa) sono una catena montuosa situata lungo la costa settentrionale della Spagna, tra le comunità autonome delle Asturie, Cantabria e Castiglia e León, e facente parte della Cordigliera Cantabrica, sebbene spesso siano considerati come entità a sé stanti, per la loro formazione più recente.
Il nome Picchi d'Europa è dovuto al fatto che si tratta delle prime montagne europee visibili per le navi che arrivano dall'America.

## Descrizione
I Picos de Europa sono divisi in tre grandi massicci: il massiccio Centrale (o degli Urrieles), Orientale (o di Andara) e Occidentale (o Cornion). Questa formazione calcarea spicca per l'altezza delle sue cime, tra cui vi sono alcune delle più alte di Spagna, arrivando in alcuni casi al di sopra dei 2.500 metri. La formazione rocciosa si trova molto vicina alla costa, nel punto più settentrionale appena 15 km dal mare, ciò che fa sì che l'orografia sia molto accidentata e le pendenze di strade e sentieri siano a volte di notevole entità.
Le maggiori cime si trovano nel massiccio centrale, in cui quattordici montagne superano i 2.600 m di altezza, con il Torrecerredo, di 2.648 metri, come tetto di queste montagne. Non si può parlare di questo massiccio senza menzionare il Picu Urriellu o Naranjo de Bulnes, indiscutibilmente re di queste montagne e culla dell'alpinismo spagnolo, la cui vetta fu conquistata per la prima volta nel 1905 da Pedro Pidal, Marchese di Villaviciosa, e dal suo compagno di cordata Gregorio Pérez Demaría, El Cainejo.
Nel massiccio occidentale o Cornion, chiamato così per la forma di corno che offre la sua silhouette vista da ovest, spicca la Peña Santa, che con i suoi 2.596 metri di altitudine supera di 110 la seguente cima, la Torre de Santa María o Torre Santa de Enol. È importante notare che questo massiccio dove si trovano anche i Laghi di Covadonga, così come anche il santuario che porta lo stesso nome, fecero parte dal 1918 del primo parco nazionale creato in Spagna.
Il massiccio orientale, anche chiamato di Andara, è il più modesto dei tre, tanto in altezza (il suo tetto, la Morra de Lechugales, arriva a 2.444 metri di altitudine) quanto in pendenza.

## Il parco
Dal 1995, gran parte della regione costituisce il Parco nazionale dei Picos de Europa, che si estende nelle Comunità Autonome di Cantabria, Asturie e Castiglia e León; la parte asturiana è stata il primo parco nazionale di Spagna.